# Enizemum petiolatum
Enizemum petiolatum là một loài tò vò trong họ Ichneumonidae.